# Missionarie ancelle del Cuore Immacolato di Maria
Le Missionarie Ancelle del Cuore Immacolato di Maria (in spagnolo Misioneras Esclavas del Inmaculado Corazón de María; sigla C.M.A.) sono un istituto religioso femminile di diritto pontificio.

## Storia
La congregazione fu fondata il 19 giugno 1862 a Lérida da Esperanza González Puig con l'aiuto di suo fratello Francisco, sacerdote, e con l'approvazione del vicario capitolare José Ricart.
L'istituto ricevette il pontificio decreto di lode nel 1887 e l'approvazione definitiva nel 1901.

## Attività e diffusione
Le suore si dedicano all'apostolato delle pericolanti e delle traviate, alla cura degli orfani e all'educazione della gioventù femminile.
Oltre che in Spagna, sono presenti in Argentina e Paraguay; la sede generalizia è a Madrid.
Alla fine del 2015 l'istituto contava 63 religiose in 11 case.